# ...e tu vivrai nel terrore! - L'aldilà
...e tu vivrai nel terrore! - L'aldilà è un film del 1981, diretto da Lucio Fulci. È la seconda parte della cosiddetta trilogia della morte, tre film horror-splatter diretti da Fulci tra il 1980 e il 1981, interpretati da Catriona MacColl. Gli altri film della trilogia sono Paura nella città dei morti viventi e Quella villa accanto al cimitero.
È considerato il film più visionario ed estremo di Fulci, ed è divenuto un film di culto tra gli amanti del genere splatter. Fu riedito nel 1987 e nel 1988, entrambe le volte con il titolo L'aldilà.
È stato proiettato in una versione restaurata nel 2004 alla 61ª Mostra internazionale d'arte cinematografica di Venezia, nell'ambito della rassegna Storia segreta del cinema italiano - Italian Kings of the B's.
Nel 1998 Quentin Tarantino restaurò la pellicola e distribuì per la prima volta la versione integrale negli Stati Uniti d'America.

## Trama
Louisiana, 1927. Il pittore Zweick alloggia nella camera 36 dell'hotel Sette porte, quando irrompe un gruppo di uomini del posto che, sospettandolo di stregoneria, lo massacrano a colpi di catene e poi lo conducono nella cantina dove lo crocifiggono ad una parete su cui è inciso uno strano simbolo, ed infine lo ricoprono di calce viva. Nello stesso momento Emily, una ragazza del luogo, entra in possesso di un misterioso libro intitolato Eibon, e scopre che l'hotel Sette porte è stato costruito su uno dei sette varchi dell'Inferno. Il libro prende fuoco tra le sue mani.
Louisiana, 1981. Liza Merril, una giovane ragazza newyorkese, eredita l'hotel Sette porte, che adesso versa in pessime condizioni. Decisa a guadagnarci qualcosa, la ragazza inizia la ristrutturazione dello stabile, ma ben presto iniziano degli strani incidenti: il campanello della stanza 36 si aziona da solo, e un imbianchino cade dall'impalcatura quando intravede la figura di una donna cieca ad una finestra. L'uomo, ferito, perde sangue dalla bocca, e viene soccorso dal medico John McCabe, che conosce così Liza. Nel frattempo Liza è in viaggio in macchina e, mentre percorre un ponte, si ritrova davanti una ragazza con un cane. Liza frena all'ultimo istante per evitarla e scopre che la ragazza si chiama Emily ed è cieca. Accompagnatala alla villa dove abita da sola, Emily le consiglia di lasciare l'hotel e di tornare a New York, ma non dà altre spiegazioni.
Poco dopo arriva l'idraulico Joe per riparare una perdita nello scantinato. Cercando l'origine della perdita apre un varco in una parete e si ritrova nel luogo dove era stato crocefisso Zweick 54 anni prima. Improvvisamente da un muro spunta la mano di un cadavere che gli cava entrambi gli occhi uccidendolo. Il corpo viene ritrovato da Martha, l'addetta alle pulizie, che fa un'altra sconvolgente scoperta: il cadavere putrefatto di Zweick.

I due cadaveri vengono portati all'ospedale e sottoposti all'autopsia da McCabe e dal suo collega, il dottor Harris, che tenta di rilevare onde cerebrali sul cadavere di Zweick, con l'ausilio di un rivelatore, senza ottenere alcun risultato. Tuttavia, quando i due medici si allontanano, il monitor del rivelatore inizia improvvisamente a pulsare.

L'apparizione di Emily e del suo cane sul ponte

All'obitorio giungono Jill, la figlia di Joe, e sua madre Mary Ann. Questa si reca nella stanza dove riposa il marito, per vestire il cadavere, ma viene colpita da qualcosa e crolla a terra svenuta. Il suo volto viene sfregiato da un getto di acido corrosivo. Jill sente le urla della madre e piomba nella stanza, ritrovandosi assediata dalla schiuma rossastra proveniente dal corpo della madre. Impaurita, la bambina tenta di fuggire ma, aprendo una porta dell'obitorio, si ritrova faccia a faccia con dei cadaveri privi di occhi.
Liza incontra Jill al funerale dei genitori, la ragazza è sotto shock e tiene le palpebre sempre chiuse; rimasta sola nel cimitero apre gli occhi mostrandosi anch'ella cieca come Emily.
Tornata all'hotel, Liza trova Emily che le racconta la storia del Sette porte. Cinquant'anni prima, tutti gli abitanti dell'hotel furono ritrovati morti. Tra questi vi era anche Zweick, che aveva scoperto che l'hotel era stato costruito su una delle sette porte dell'Inferno. All'improvviso, dopo aver toccato lo stesso quadro che Zweick stava dipingendo prima di essere ucciso, le mani di Emily iniziano a sanguinare per cui fugge via con il suo cane e Liza, ripensando più volte alla scena, si accorge che i passi di Emily non emettono alcun suono, iniziando a sospettare che si tratti di un fantasma.
Decisa a scoprire cosa sta accadendo, Liza entra nella stanza 36, dove trova una copia dell'Eibon; sentendo dei rumori apre una porta e appare il cadavere crocifisso di Zweick. Liza si mette a urlare e scappa, finendo tra le braccia di McCabe, che la soccorre. Liza gli racconta del cadavere e lo porta nella stanza, ma non c'è più traccia né del cadavere né del libro. Ci sono solo due chiodi arrugginiti infissi alla parete.
Il giorno dopo, passeggiando con Martin, l'architetto che si occupa del restauro dell'albergo, Liza crede di scorgere l'Eibon dalla vetrina di un negozio, ma si tratta di un'allucinazione. Martin si reca in biblioteca, per consultare la planimetria dell'hotel. Mentre si trova su una scala, Martin viene spaventato da un tuono improvviso e precipita a terra rimanendo paralizzato. Un gruppo di tarantole appare dal nulla e lo assale, strappandogli via le labbra, il naso, la lingua e cavandogli un occhio, mentre la pianta originale dell'hotel si dissolve lentamente dal registro.

Il dottor McCabe, intanto, va alla casa di Emily che trova abbandonata, ma qui riesce anche a scovare una copia dell'Eibon che porta via.

Emily assediata dagli zombi

Nel vecchio hotel, invece, Martha entra nella stanza 36 per effettuare le pulizie. Dalla vasca da bagno emerge il cadavere dell'idraulico Joe, che spinge la donna verso un grosso chiodo, che le cava un occhio.
All'obitorio, McCabe inizia a leggere l'Eibon e, esaminando attentamente il cadavere di Zweick, scopre inciso sul polso lo stesso simbolo che si trova nel libro. Nella sua villa, Emily è minacciata da Zweick, Martin, Joe, Martha e Arthur (il figlio di quest'ultima, ucciso anch'egli da uno spettro) che si materializzano davanti a lei sotto forma di zombi. La ragazza urla loro di andare via e gli aizza contro il suo cane, che li assale e sembra riesca a cacciarli. Tornato accanto alla sua padrona, dopo un attimo di calma, l'azzanna alla gola, sgozzandola.

Liza, nello scantinato, viene intanto aggredita da Arthur e salvata ancora una volta da McCabe. I due vengono investiti da una scarica di lampi e da una pioggia di sangue. Fuggiti via, i due si recano all'ospedale, dove McCabe chiede l'aiuto del collega Harris, esperto di occultismo. L'ospedale viene assediato all'improvviso da un gruppo di zombi, e Harris muore trafitto dalle schegge di una vetrata. Durante la fuga, Liza trova Jill impaurita nell'obitorio e la porta con sé, ma all'improvviso la ragazza aggredisce Liza e viene abbattuta con un colpo di pistola da McCabe.

Liza e McCabe si ritrovano nell'aldilà, nel finale del film

Liza e McCabe fuggono dall'ospedale ma si ritrovano inspiegabilmente nei sotterranei del Sette porte. I due si inoltrano nella cantina e si accorgono di essere entrati nel paesaggio raffigurato nel dipinto di Zweick. Davanti a loro c'è uno scenario surreale, pieno di cadaveri nudi, senza inizio né fine: l'aldilà. Alcune voci sussurrano continuamente i loro nomi.
Incapaci di trovare una via di fuga, i due si fermano e sbarrano gli occhi in preda al terrore e allo sgomento. Sono diventati ciechi.

## Produzione

### Sceneggiatura
Il film nacque da un'idea del produttore Fabrizio De Angelis, che ottenne un pre-finanziamento da alcuni produttori stranieri quando ancora non c'era né un soggetto, né una sceneggiatura, ma soltanto il titolo del film.
Per scrivere il copione fu chiamato Dardano Sacchetti, autore delle sceneggiature dei precedenti horror di Fulci, Zombi 2 e Paura nella città dei morti viventi. Sacchetti scrisse la storia del film in dieci giorni. Il modello era il romanzo Il giro di vite di Henry James. Successivamente, la sceneggiatura fu rivista da Giorgio Mariuzzo e dallo stesso Lucio Fulci.

### Cast
Catriona MacColl aveva già interpretato il ruolo della protagonista femminile in Paura nella città dei morti viventi. Per il protagonista il regista romano scelse David Warbeck, che aveva già avuto un ruolo nel suo Black Cat (Gatto nero), e aveva avuto un ottimo rapporto sul set con Fulci.
Il ruolo dell'idraulico Joe doveva essere interpretato in un primo momento da Venantino Venantini. I titoli di coda del film e molte fonti riportano come colui che interpretò il ruolo l'attore Gianni De Nava. In realtà chi alla fine interpretò il ruolo fu il regista teatrale Tonino Pulci, grande amico del regista.
Per il ruolo del dottor Harris si pensò inizialmente a Ivan Rassimov. Alla fine fu scelto Al Cliver, attore feticcio di Lucio Fulci.
Emily doveva essere interpretata da Stefania Casini, che rifiutò la parte poiché non voleva indossare le lenti ottiche necessarie per il ruolo. Alla fine, Emily fu interpretata da Cinzia Monreale, reduce da Buio Omega di Joe D'Amato, che utilizzò lo pseudonimo Sarah Keller.
Veronica Lazar era stata la Mater Tenebrarum in Inferno di Dario Argento. L'attrice fu voluta da Fulci. Il ruolo dell'architetto Martin fu interpretato da Michele Mirabella, in seguito noto presentatore televisivo. Fulci non voleva un attore noto per quella parte. Mirabella si presentò al provino, nascondendo al regista il suo passato da attore pubblicitario. Quando Fulci lo scoprì, a materiale già girato, si arrabbiò molto.
Lucio Fulci appare in un cameo, nei panni del bibliotecario che porge la scala a Martin prima che questi cada a terra. Le comparse del film furono reclutate tra i barboni di Roma, che furono pagati con abbondanti dosi di whisky e vodka.
Durante la lavorazione, Fulci (notoriamente molto duro con i suoi attori, soprattutto con le attrici) ebbe dei problemi soprattutto con Cinzia Monreale e con Antoine Saint-John. Quest'ultimo addirittura fuggì dal set, perché stressato dalle continue sedute di trucco.

### Trucco ed effetti speciali

L'occhio di Martha viene estirpato. Uno degli effetti speciali creati da Giannetto De Rossi

Il trucco e gli effetti speciali del film furono realizzati da Giannetto De Rossi, da Maurizio Trani e da Germano Natali. Come abitudine di De Rossi, gli effetti furono creati direttamente sugli attori, con l'ausilio di alcune protesi.
Agli attori che nel corso del film interpretano personaggi che divengono ciechi o lo sono già, come Emily, vennero applicate delle lenti finte con delle pupille dipinte. Soprattutto Cinzia Monreale girò tutto il film con queste lenti sugli occhi.
Per la scena dell'occhio estirpato all'idraulico Joe fu realizzato un occhio finto che presentava la parte anteriore più dura, mentre il resto era fatto di plastilina. La mano che esce dal muro e agguanta Joe è di De Rossi, anche se Maurizio Trani dichiarò che era la sua.
Per l'attacco delle tarantole a Michele Mirabella furono costruiti dei ragni finti, pilotati a distanza da De Rossi, ma furono anche utilizzate sei tarantole vere. L'idea della tarantola che entra nella bocca di Mirabella e l'inquadratura dall'interno della sua bocca fu suggerita da De Rossi. Furono realizzate due bocche: una a grandezza naturale, utilizzata per le riprese esterne, e una grande il triplo di una bocca normale, utilizzata per le riprese interne. La lingua che viene estirpata dalla bocca era di lattice e aveva un serbatoio pieno di sangue finto.

### Fotografia

Liza aggredita dagli zombi dell'ospedale

La direzione della fotografia del film fu affidata a Sergio Salvati, storico collaboratore di Fulci. Per ispirarsi, Salvati lesse un libro del pittore Fabrizio Clerici, portato sul set dallo scenografo Massimo Lentini.
Il prologo del film fu girato in bianco e nero, virato seppia. Questo dà all'incipit una parvenza da vecchia fotografia. Salvati usò un colore tendente al seppia, con l'ausilio di gelatine, quindi lo virò in fase di stampa. Tuttavia, per l'edizione uscita nelle sale cinematografiche tedesche, il prologo è a colori per volontà dei distribuitori. Salvati sostiene che i produttori tedeschi abbiano stampato il prologo a colori, per evidenziare le scene splatter dell'esecuzione di Zweick.
La sequenza in cui Emily viene assediata dagli zombi fu realizzata tramite un alternarsi di campi lunghi e primi piani, per aumentare la drammaticità della sequenza.
La scena finale del film fu realizzata agli studi De Paolis. Nella sceneggiatura, la sequenza era descritta con poche parole. Una volta entrato sul set, Salvati si accorse che le scenografie erano molto scarne, allora utilizzò dei fumogeni per creare un'atmosfera più consona. Ma con le macchine per spargere il fumo sul set non veniva l'effetto voluto da Fulci, quindi Salvati fece chiudere le porte del set, così il fumo si fermò a terra creando un effetto suggestivo che è quello che si vede nella sequenza girata.

### Riprese
Le riprese del film iniziarono il 20 ottobre 1980 e durarono otto settimane. Il titolo di lavorazione era semplicemente L'aldilà.
Le location furono New Orleans e la Louisiana per gli esterni, mentre gli interni furono girati a Roma, agli studi De Paolis. Le scene ambientate all'hotel Sette porte furono girate a New Orleans, in una villa situata all'interno di un parco. La villa di Emily è la stessa villa in cui Louis Malle ambientò nel 1978 Pretty Baby.
La scenografia dell'aldilà in cui si ritrovano Liza e McCabe alla fine del film fu realizzata dallo scenografo Massimo Lentini, che si ispirò in parte ad alcuni dipinti del pittore Fabrizio Clerici. Per effettuare il simbolo inciso sulla parete della cantina e sul braccio di Zweick, Fulci chiese a Lentini di riprodurre un disegno molto simile presente in un tatuaggio che aveva la figlia Antonella. Per realizzare la scenografia del finale, Lentini fece prima un quadro, quindi la scenografia finale fu realizzata in studio, in un secondo momento.
La sequenza in cui Michele Mirabella viene aggredito da un gruppo di ragni fu difficile da realizzare: Mirabella era sdraiato a terra, mentre delle lastre di cristallo invisibili impedivano ai ragni di avvicinarsi all'attore. Fulci non era contento di questo espediente, e alla fine optò per ricoprire il corpo di Mirabella di ragni. L'attore ebbe quindi un malore.
Il film è costellato da una serie di sussurri. L'idea venne a Fulci dopo aver sentito l'effetto che inseriva sempre nei propri film l'attore Pino Colizzi. Tale effetto, chiamato da Fulci "la cupola", consisteva nel far pronunciare ad alcuni attori una serie di parole piene di s, e fu usato per la prima volta in Paura nella città dei morti viventi.
Gli zombi che appaiono improvvisamente nell'ospedale furono voluti dai distributori tedeschi, per sfruttare il successo dei film sugli zombi, allora molto in voga. Tuttavia, proprio i distribuitori tedeschi si lamentarono dell'eccessiva violenza mostrata nella sparatoria finale contro gli zombi. Dardano Sacchetti ha però dichiarato che gli zombi erano già presenti nella sua sceneggiatura.
Durante la sequenza ambientata nell'ospedale assediato dagli zombi, David Warbeck carica la sua pistola dalla canna. Se si osserva bene la scena, si può notare la McColl che inizia a ridere, poco prima che si chiudano le porte dell'ascensore. Fu una voluta distrazione di Warbeck, dovuta a un suo precedente litigio con Fulci. Nessuno si accorse dell'errore e la sequenza rimase nel film ultimato.

## Colonna sonora
La colonna sonora del film fu realizzata da Fabio Frizzi, uno dei collaboratori abituali del regista romano.

### Tracce
1. Verso l'ignoto
2. Voci dal nulla
3. Suono aperto
4. Sequenza coro e orchestra
5. Oltre la soglia
6. Voci dal nulla (versione estesa)
7. Suono aperto (versione estesa)
8. Giro di blues
9. Sequenza ritmica e tema

## Promozione
Slogan promozionali:
- «Se vi dicessimo che questo film contiene delle sequenze agghiaccianti potreste pensare alle solite invenzioni pubblicitarie. Noi vi diciamo soltanto: ENTRATE SE AVETE IL CORAGGIO!»;[2]
- «Behind this doorway lie the terrifying and unspeakable secrets of hell. No one who sees it lives to describe it. And you shall live in darkness for all eternity»;
«Dietro questa porta si trovano i terribili e indicibili segreti dell'Inferno. Nessuno che li scopre vive per descriverli. E vive nelle tenebre per tutta l'eternità».

## Distribuzione
Il film uscì in Italia il 29 aprile 1981. Fu distribuito per i mercati esteri dalla VIP International.
Il film uscì negli Stati Uniti, nel Regno Unito e nei Paesi Bassi come The Beyond e Seven Doors of Death, in Francia come L'au-delà, in Spagna come Au-Dela e in Germania Ovest come Über dem Jenseits e Die Geisterstadt der Zombies.

### Censura
Il film fu approvato dalla censura il 23 marzo 1981, con il visto n. 76406, e fu vietato ai minori di 18 anni. Nel 1987, la riedizione del film ebbe il visto n. 82634 del 1º luglio 1987. Il divieto fu confermato ai minori di 18 anni. Il 5 dicembre 1988 il divieto fu derubricato ai minori di 14 anni.

### Doppiaggio
Il personaggio di Emily (Cinzia Monreale, che qui compare con lo pseudonimo Sarah Keller) all'inizio del film è doppiata da Emanuela Rossi, ma poi, quando viene attaccata dagli zombi e uccisa dal suo stesso cane, ha invece, curiosamente, la voce di Isabella Pasanisi.

### Edizioni home video
Nel 2005 il film uscì in Italia per la prima volta in DVD, edito dalla NoShame, in un'edizione restaurata e integrale contenente vari extra: due commenti audio (uno del direttore della fotografia Sergio Salvati e del critico cinematografico Paolo Albiero, l'altro degli attori David Warbeck e Catriona MacColl), un'intervista a Lucio Fulci, l'incipit a colori presente nelle versioni estere del film, i trailer e una galleria fotografica.
Precedentemente il film era disponibile in DVD solo nelle edizioni estere: quella francese (edita dalla Neo Publishing), e quella statunitense (edita dalla Anchor Bay).
La britannica Arrow Films ha pubblicato il film in alta definizione su supporto Blu-Ray.

## Accoglienza

### Incassi
Il film in Italia incassò in totale 747.615.662 lire. All'estero ottenne un ottimo successo riuscendo a entrare nella classifica dei film più visti negli Stati Uniti.

### Critica
Alla sua uscita il film non fu molto apprezzato dalla critica cinematografica, come d'altronde quasi tutti i film di Fulci.
Il Corriere della Sera attaccò duramente il film, sostenendo: «Il primato il film lo tocca solo nello stomachevole. E siamo sinceri: a tale livello è più tollerabile la pornografia». La Repubblica scrisse: «Il risultato è quello del solito teatrino del macabro interpretato da personaggi scontati».
Tullio Kezich sottolineò la «banalità dei contenuti e il cattivo gusto sanguinolento», ma salvò «una scrittura filmica efficace e persino elegante».
Soltanto negli ultimi anni, in Italia le riviste dedicate al cinema di genere, come Nocturno, hanno rivalutato il film. Nocturno scrive: «L'aldilà non va visto, va "vissuto". Schegge di grande cinema (si pensi alla prima apparizione di Cinzia Monreale in quella highway deserta e annebbiata) si fondono con furibonde cavalcate nel purulento, marcescente, universo dello splatter tanatologico, di cui Fulci resta maestro incontrastato».
Antonio Tentori ha scritto: «Con L'aldilà Fulci riesce a realizzare quell'horror estremo, libero, totale e coinvolgente che più rappresenta lo spirito vero dell'autore».
Per Paolo Albiero e Giacomo Cacciatore il film è «un vero e proprio incubo filmico basato sui canoni della casa infernale. Fulci realizza quello che è da molti ritenuto il suo capolavoro, di certo la sua opera più visionaria, sovversiva ed estrema».
Fulci definì il suo film "artaudiano", da Antonin Artaud, il celebre commediografo francese che teorizzava il teatro della crudeltà. Fulci dichiarò: «Il messaggio che cercavo di comunicare è che la nostra vita è un terribile incubo e che l'unica via di fuga è nascondersi in questo mondo fuori dal tempo. Alla fine del film i protagonisti hanno questi occhi privi di vista e c'è questo deserto senza luce, senza ombre, senza vento... il nulla assoluto. Credo di essermi avvicinato a ciò che gran parte della gente pensa dell'aldilà».

## Riferimenti letterari
Il libro di Eibon deriva dalla fantasia dello scrittore statunitense Clark Ashton Smith e dal Ciclo di Cthulhu di Howard Phillips Lovecraft, in cui il libro è immaginato come realmente esistito in due edizioni.
L'hotel infestato da malefiche presenze rimanda invece al romanzo Shining, scritto da Stephen King nel 1977.

## Collegamenti ad altre pellicole
- La sequenza in cui un liquido rossastro misto a schiuma inonda l'obitorio è un omaggio a Fluido mortale (The Blob), diretto da Irvin Yeaworth nel 1958.[1]
- Il massacro a colpi di catene di Zweick è un'autocitazione:[1] una sequenza simile (la morte della "maciara" Florinda Bolkan) è infatti presente in Non si sevizia un paperino, thriller diretto da Fulci nel 1972.
- L'attacco improvviso del cane di Emily alla propria padrona è un riferimento a una sequenza simile presente in Suspiria, diretto da Dario Argento nel 1977.[1] Dal film è mutuata anche l'idea delle voci sussurrate. Inoltre da Inferno, diretto da Argento nel 1980, viene l'idea della casa costruita su una delle porte dell'inferno.[1]
- Un'altra autocitazione riguarda le morti di Joe e di Martha. A entrambi vengono infatti estirpati gli occhi, come nella celebre "scena dell'occhio" presente in Zombi 2, diretto da Fulci nel 1979.[1]
- Re-Animator, diretto da Stuart Gordon nel 1985, si conclude in un ospedale assediato dagli zombi.[1]
- In Aenigma, diretto da Fulci nel 1987, è presente una sequenza in cui una ragazza viene soffocata da un gruppo di lumache, che ricorda molto la sequenza dell'assalto dei ragni contro Michele Mirabella.[1]
- In Killing Birds, diretto da Claudio Lattanzi nel 1988, la casa che si vede all'inizio è la stessa usata da Fulci per ambientarvi l'hotel Sette porte.
- Parte della colonna sonora del film è presente in alcune scene di Un gatto nel cervello, diretto da Fulci nel 1990.[1]
- Il seme della follia, diretto da John Carpenter nel 1994, presenta molte analogie con L'aldilà: dalla storia che presenta rimandi a Lovecraft ad alcune sequenze in cui accadono fatti inspiegabili e surreali.[1]
- Sam Raimi ha omaggiato il film di Fulci nel suo Spider-Man, diretto nel 2002, inserendo alcune brevi immagini tratte dalla sequenza dell'attacco delle tarantole a Michele Mirabella nella sequenza dell'incubo che fa Peter Parker dopo essere stato morso da un ragno. I fotogrammi riguardano due inquadrature del ventre di una tarantola vista attraverso la pupilla e un dettaglio dell'occhio di Mirabella.[1]
- Quentin Tarantino ha omaggiato il film nel suo Kill Bill: nel volume 1, nella scena in cui la sposa cava un occhio a uno degli 88 folli, e nel volume 2, nella scena in cui la sposa estirpa un occhio a Elle Driver.[1]
- In Planet Terror, diretto da Robert Rodríguez (2007), l'epidemia zombi si apre in un ospedale.

## Sequel
Nel corso degli anni si è parlato di un possibile sequel della pellicola, intitolato Beyond the Beyond, in cui John e Liza tornavano dal regno delle tenebre e prendevano il posto di Emily come guardie sulla soglia tra i due mondi. Alcune voci sostennero che vi erano diversi minuti di girato della pellicola, mentre una fanzine francese pubblicò una sorta di brochure del film. David Warbeck confermò nel commento audio al film, presente nel DVD, l'esistenza del progetto.
La figlia di Fulci, Antonella, ha in seguito smentito tutte le voci sul sequel, rivelando che una sceneggiatura intitolata Beyond the Beyond effettivamente esisteva, ma era stata creata con intenti speculativi.